# Elke Bran
Elke Bran is een personage uit de Vlaamse soapserie Wittekerke dat werd gespeeld door Hilde Gijsbrechts. Zij maakte haar opwachting aan het einde van seizoen 5 en bleef tot het einde van de serie, van 1998 tot 2008.

## Personage
Elke was een garagiste. Luc was verliefd op haar, maar zij niet op hem. Na een tijdje begon ze een relatie met Max en uiteindelijk trouwden de twee. In aflevering 500 stappen Max en Elke in het huwelijksbootje, maar op de trappen van het gemeentehuis zakt Elke in elkaar. Ze wordt in allerijl naar het ziekenhuis gebracht. Ze heeft een cyste op haar eierstokken met als gevolg dat ze nooit zwanger zal kunnen worden. Tot grote ontsteltenis van Max moet ze onmiddellijk onder het mes. Na haar operatie vlucht ze weg naar haar vader. Niemand weet waar ze is. Max besluit om zich te laten steriliseren, omdat hij hoopt dat Elke dan terugkeert. Dankzij de hulp van Sneyers, Luc en Joke kan Elke terugkeren en Max tegenhouden. Daarna is het koppel terug dolgelukkig. Door een ongeluk is Elke ook een tijd blind geweest, maar dankzij een operatie kon ze weer zien. Elke heeft ook een tijdje een radiozender gehad samen met Sneyers. Daarna besloot Elke om te gaan werken in het ziekenhuis.

## Familie
- Max Moelands (man)
- Bjorn Aneca (pleegzoon)
- Bertrand Bran (vader)
- Sven Bran (broer)
- Kyra Bran (nicht)